# Попово-Парцеле
Попово-Парцеле (пол. Popowo-Parcele) — село в Польщі, у гміні Сомянка Вишковського повіту Мазовецького воєводства.
Населення — 179 осіб (2011).
У 1975-1998 роках село належало до Остроленцького воєводства.

## Демографія
Демографічна структура станом на 31 березня 2011 року:
|          | Загалом | Допрацездатний вік | Працездатний вік | Постпрацездатний вік |
| -------- | ------- | ------------------ | ---------------- | -------------------- |
| Чоловіки | 95      | 21                 | 65               | 9                    |
| Жінки    | 84      | 16                 | 44               | 24                   |
| Разом    | 179     | 37                 | 109              | 33                   |